# 귄터 크반트
귄터 크반트(독일어: Günther Quandt, 1881년 7월 28일 ~ 1954년 12월 30일)는 BMW와 알타나를 포함하는 산업 제국을 세운 독일의 기업인이다. 그의 후손들은 2014년 마강어 매거진에 의해 가장 부유한 독일인으로 선정되었다.

## 어린 시절
크반트는 독일 제국 프리츠발크에서 에밀 크반트(1849년 ~ 1925년)의 아들로 태어났다. 에밀은 1883년 부유한 섬유 제조업체 기업인의 딸과 결혼했으며, 1900년 회장을 맡았다. 그에게는 세 명의 형제가 있었다. 게르하르트, 베르너, 그리고 에디트라는 여동생이 있다. 베르너는 엘레노어 크반트와 결혼했는데, 제2차 세계 대전 이후 그녀의 처남인 귄터를 연합군에 의한 기소로부터 보호하는 데 도움을 주었다. 귄터의 여동생 에디트는 다른 직물 회사의 소유자와 결혼했다.
제1차 세계 대전 동안 크반트 가는 독일군에 제복을 공급하여 전쟁 후 귄터가 VARTA, 화분 광업 회사, 금속 작업 회사(IWKA 포함) 및 BMW의 지분을 인수하기 위해 사용하게 될 다임러 AG를 이용했다.
크반트는 안토니 '토니' 에발트와 처음 결혼했다. 그들에게는 헬무트 크반트(1908년 ~ 1927년)와 헤르베르트 크반트라는 두 아들이 있었다. 안토니는 1918년 스페인 독감으로 사망했고 헬무트는 1927년 맹장염 합병증으로 사망했다.
1921년 1월 4일 크반트는 마그다 리첼과 재혼하여 하랄트 크반트를 낳았다. 마그다는 귄터 나이 반이었다. 두 사람은 1929년에 이혼했다. 2년 후 마그다는 요제프 괴벨스와 재혼하였다.

## 나치 독일 시절
1933년 히틀러가 총리로 임명된 후 크반트는 국가사회주의 독일노동자당에 가입했다. 1937년 히틀러는 전쟁경제에서 주도적 역할을 했던 다른 산업주의자들처럼 그에게 '위르워츠샤프트 총통'라는 칭호를 주었다. 크반트의 사업체들은 적어도 세 공장의 강제 수용소에서 노예 노동자들을 이용하여 탄약, 소총, 포, 배터리를 공급했다. 수백 명의 노동자들이 죽었다. AFA의 하노버 공장 구내에 처형장이 설치되었다. 크반트는 또한 독일의 침략 이후 유럽 전역의 공장들을 전용했다.
제2차 세계 대전이 끝나자 미 상원은 전쟁 중 독일 경제의 운영에 관한 청문회를 열었다. 그들은 크반트가 많은 연동 회사, 신디케이트, 그리고 기업들을 거느린 독일 산업에서 중요한 이사라는 것을 발견했다. 그는 보험, 은행, 자동차, 탄약, 직물, 전기, 배터리 그리고 다른 분야들에 관심이 있었다. 그들은 그의 위르워츠샤프트 총통 작위를 알아냈다.
2007년 10월 독일 공영방송 ARD가 제2차 세계 대전 당시 크반트 가의 역할을 묘사한 다큐멘터리 영화 "크반트가의 침묵"이 방영되었다. 이 가족의 정치적 과거는 잘 알려지지 않았지만, 이 다큐멘터리 영화는 많은 관객들에게 이것을 공개했고, 2차 세계대전 동안 가족의 공장에서 노예 노동자들의 사용에 관한 퀘츠와 대립했다. 그 결과, 크반트가 전체를 대표하여 역사학자가 아돌프 히틀러 독재 시절 가족의 활동을 조사할 연구 프로젝트에 자금을 지원하겠다는 뜻을 밝힌 4명의 가족 4명이 2011년에 발표된 1,200페이지 분량의 독자적인 연구는 다음과 같이 결론지었다. "크반트가는 나치의 범죄와 비교할 수 없을 정도로 연관되어 있었다." 이 연구를 편집하고 연구한 본의 역사학자 조아힘 스콜티섹. 2008년 현재 그들의 공장 중 한 곳에 대한 보상, 사과, 기념조차도 허용되지 않았다. BMW는 보고서에 관련되지 않았다.

## 전쟁 이후
1946년 크반트는 괴벨스 관련으로 체포되었고, 수감되었다. 많은 사람들이 놀랍게도, 그는 미틀뢰퍼, 즉 국가사회주의 이념을 받아들였지만 범죄에 적극적으로 가담하지 않은 사람으로 판단하였다. 1948년 1월 크반트는 석방되었다.
뉘른베르크 국제군사재판의 검사 중 한 명인 벤자민 페렌츠는 현재 크반트에 대한 오늘의 증거가 그 당시에 법원에 제출되었더라면 크반트는 파르벤 이익공동체의 이사들과 같은 범죄로 기소되었을 것이라고 말했다. 그 이사들은 최고 8년의 징역형을 받았다. 그 대신 크반트는 도이치 은행과 같은 여러 독일 기업의 감독 위원회에 자신을 포함시킬 수 있었다. 그는 또한 1951년에 프랑크푸르트에 있는 대학교의 명예 시민이 되었다. 그는 1954년 12월 30일 카이로에서 휴가 중에 사망했다.
하랄트 크반트는 기계공학과 무기 제조에 관련된 산업 공장 IWKA에 집중했지만, 주로 바타, 메르세데스-벤츠, BMW에 대한 투자를 관리했다.

## 같이 보기
- 주자네 클라텐
- 헤르베르트 크반트
- 하랄트 크반트
- 요한나 크반트
- 슈테판 크반트
- 실비아 크반트